# Hartertula flavoviridis
Hartertula flavoviridis là một loài chim trước đây từng được coi là thuộc họ Timaliidae, nhưng hiện nay được xếp trong họ Bernieridae.
Loài này đặc hữu rừng mưa miền đông Madagascar, từ rừng Sianaka về phía nam tới Vondrozo.